# Маттео Дарміан
Маттео Дарміан (італ. Matteo Darmian; нар. 2 грудня 1989, Леньяно, Італія) — італійський футболіст, правий захисник клубу «Інтернаціонале» та національної збірної Італії.
Переможець Ліги чемпіонів УЄФА та володар Суперкубка УЄФА у складі «Мілана».

## Клубна кар'єра
Вихованець футбольної школи «Мілана». В основній команді «червоно-чорних» 16-річний на той момент захисник дебютував 28 листопада 2006 року, вийшовши на заміну у грі Кубка Італії проти «Брешії». Загалом протягом трьох сезонів відіграв за головну команду «Мілана» усього 6 офіційних ігор.
17 липня 2009 року був відданий в оренду до аутсайдера Серії B, «Падови», в команді якої почав регулярно виходити в основному складі. Допоміг команді зберегти місце у другому за силою італійському дивізіоні.
У липні 2010 року гравець перейшов до представника Серії A, «Палермо», у складі якого протягом наступного сезону провів 16 ігор, у тому числі дебютувавши в єврокубках.
Ще за рік, у липні 2011, був відданий в оренду до «Торіно». У першому сезоні в Турині допоміг команді здобути підвищення у класі до Серії A, і «Торіно» продовжив співпрацю із захисником, спочатку викупивши частину прав на гравця, а згодом провівши повноцінний трансфер. Загалом відіграв за тцринську команду чотири сезони, протягом яких зарекомендував себе одним з найнадійніших захисників Італії.
Влітку 2015 року свій інтерес до гравця матеріалізував «Манчестер Юнайтед», сплативши за його трансфер 12 мільйонів євро. Протягом свого першого сезону в Англії Дарміан розглядався як один з основних захисників манкуніанців, проте поступово почав програвати конкуренцію за місце у складі, отримуючи дедалі менше ігрового часу. Врешті-решт в сезоні 2018/19 участь італійця в іграх «Манчестера» обмежилася 7 виходами на поле в усіх турнірах, що засвідчило, що у команді на нього не розраховують навіть як на гравця найближчого резерву.
Тож зміна захисником клубу була лише питанням часу, і 2 вересня 2019 року було офіційно оголошено про його повернення на батьківщину, де він уклав чотирирічний контракт з «Пармою».
У складі «Парми» провів успішний сезон 2019/20, а після перших трьох турів наступного сезону був відданий в оренду з обов'язковим подальшим викупом до «Інтернаціонале».
30 грудня 2023 року продовжив контракт з «Інтернаціонале» до липня 2025 року.

## Виступи за збірні
2006 року дебютував у складі юнацької збірної Італії, взяв участь у 23 іграх на юнацькому рівні.
Протягом 2008—2009 років залучався до складу молодіжної збірної Італії. На молодіжному рівні зіграв у 8 офіційних матчах.
Навесні 2014 року отримав свій перший виклик до національної збірної Італії від тренера команди Чезаре Пранделлі, який проглядав молодих футболістів в рамках підготовки до фінальної частини чемпіонату світу 2014. 31 травня 2014 року дебютував в офіційних матчах головної італійської збірної, провівши на полі 87 хвилин у товариській зустрічі проти збірної Ірландії. Наступного дня було оголошено заявку збірної для участі у чемпіонаті світу, до якої було включено й Дарміана. Більш того на ЧС-2014 гравець, що мав на той час лише одну гру за збірну, був основним захисником команди, повністю відігравши усі три матчі групового етапу, який італійці, утім, не подолали.
Також був учасником Євро-2016 взяв участь у чотирьох з п'яти матчів своєї команди, щоправда здебільшого виходячи на заміну.
| Дата       | Місто                       | Господарі   | Результат               | Гості              | Турнір                | Голи | Примітки |
| ---------- | --------------------------- | ----------- | ----------------------- | ------------------ | --------------------- | ---- | -------- |
| 31-5-2014  | Лондон                      | Італія      | 0 – 0                   | Ірландія           | товариський матч      | -    | 87'      |
| 14-6-2014  | Манаус                      | Англія      | 1 – 2                   | Італія             | ЧС 2014 - 1-й етап    | -    |          |
| 20-6-2014  | Ресіфі                      | Італія      | 0 – 1                   | Коста-Рика         | ЧС 2014 - 1-й етап    | -    |          |
| 24-6-2014  | Натал (Ріу-Гранді-ду-Норті) | Італія      | 0 – 1                   | Уругвай            | ЧС 2014 - 1-й етап    | -    |          |
| 4-9-2014   | Барі                        | Італія      | 2 – 0                   | Нідерланди         | товариський матч      | -    |          |
| 9-9-2014   | Осло                        | Норвегія    | 0 – 2                   | Італія             | Відбір до ЧЄ 2016     | -    | 61'      |
| 10-10-2014 | Палермо                     | Італія      | 2 – 1                   | Азербайджан        | Відбір до ЧЄ 2016     | -    | 81'      |
| 13-10-2014 | Та-Калі                     | Мальта      | 0 – 1                   | Італія             | Відбір до ЧЄ 2016     | -    | 43'      |
| 16-11-2014 | Мілан                       | Італія      | 1 – 1                   | Хорватія           | Відбір до ЧЄ 2016     | -    |          |
| 28-3-2015  | Софія (місто)               | Болгарія    | 2 – 2                   | Італія             | Відбір до ЧЄ 2016     | -    | 90'      |
| 31-3-2015  | Турин                       | Італія      | 1 – 1                   | Англія             | товариський матч      | -    |          |
| 12-6-2015  | Спліт                       | Хорватія    | 1 – 1                   | Італія             | Відбір до ЧЄ 2016     | -    |          |
| 16-6-2015  | Женева                      | Італія      | 0 – 1                   | Португалія         | товариський матч      | -    |          |
| 3-9-2015   | Флоренція                   | Італія      | 1 – 0                   | Мальта             | Відбір до ЧЄ 2016     | -    |          |
| 6-9-2015   | Палермо                     | Італія      | 1 – 0                   | Болгарія           | Відбір до ЧЄ 2016     | -    |          |
| 10-10-2015 | Баку                        | Азербайджан | 1 – 3                   | Італія             | Відбір до ЧЄ 2016     | 1    |          |
| 13-10-2015 | Рим                         | Італія      | 2 – 1                   | Норвегія           | Відбір до ЧЄ 2016     | -    |          |
| 13-11-2015 | Брюссель                    | Бельгія     | 3 – 1                   | Італія             | товариський матч      | -    |          |
| 17-11-2015 | Болонья                     | Італія      | 2 – 2                   | Румунія            | товариський матч      | -    |          |
| 24-3-2016  | Удіне                       | Італія      | 1 – 1                   | Іспанія            | товариський матч      | -    |          |
| 29-3-2016  | Мюнхен                      | Німеччина   | 4 – 1                   | Італія             | товариський матч      | -    |          |
| 29-5-2016  | Та-Калі                     | Італія      | 1 – 0                   | Шотландія          | товариський матч      | -    | 59'      |
| 13-6-2016  | Ліон                        | Бельгія     | 0 – 2                   | Італія             | ЧЄ 2016 - 1-й етап    | -    | 58'      |
| 22-6-2016  | Лілль                       | Італія      | 0 – 1                   | Ірландія           | ЧЄ 2016 - 1-й етап    | -    | 60'      |
| 27-6-2016  | Сен-Дені                    | Італія      | 2 – 0                   | Іспанія            | ЧЄ 2016 - 1/8 фіналу  | -    | 84'      |
| 2-7-2016   | Бордо                       | Німеччина   | 1 – 1 д.ч. (6 - 5 п.п.) | Італія             | ЧЄ 2016 - чвертьфінал | -    | 86'      |
| 15-11-2016 | Мілан                       | Італія      | 0 – 0                   | Німеччина          | товариський матч      | -    |          |
| 28-3-2017  | Амстердам                   | Нідерланди  | 1 – 2                   | Італія             | товариський матч      | -    | 89'      |
| 7-6-2017   | Ніцца                       | Італія      | 3 – 0                   | Уругвай            | товариський матч      | -    |          |
| 11-6-2017  | Удіне                       | Італія      | 5 – 0                   | Ліхтенштейн        | Відбір до ЧС 2018     | -    |          |
| 2-9-2017   | Мадрид                      | Іспанія     | 3 – 0                   | Італія             | Відбір до ЧС 2018     | -    |          |
| 5-9-2017   | Реджо-нель-Емілія           | Італія      | 1 – 0                   | Ізраїль            | Відбір до ЧС 2018     | -    |          |
| 6-10-2017  | Турин                       | Італія      | 1 – 1                   | Північна Македонія | Відбір до ЧС 2018     | -    |          |
| 9-10-2017  | Шкодер (місто)              | Албанія     | 0 – 1                   | Італія             | Відбір до ЧС 2018     | -    | 61'      |
| 10-11-2017 | Стокгольм                   | Швеція      | 1 – 0                   | Італія             | Відбір до ЧС 2018     | -    |          |
| 13-11-2017 | Мілан                       | Італія      | 0 – 0                   | Швеція             | Відбір до ЧС 2018     | -    | 63'      |
| Усього     |                             | Матчів      | 36                      |                    | Голів                 | 1    |          |

## Досягнення
«Мілан»
- Переможець Ліги чемпіонів УЄФА: 2006–07[2]
- Володар Суперкубка УЄФА: 2007

«Манчестер Юнайтед»
- Володар кубка Англії: 2015-16
- Володар Кубка Футбольної ліги: 2016-17
- Володар Суперкубка Англії: 2016
- Переможець Ліги Європи УЄФА: 2016–17

«Інтернаціонале»
- Чемпіон Італії: 2020-21, 2023–24
- Володар Кубка Італії: 2021–22, 2022–23
- Володар Суперкубка Італії: 2021, 2022, 2023